# Дочь врача
«Дочь врача» (англ. The Surgeon's Daughter) — новелла британского писателя Вальтера Скотта, впервые опубликованная в 1827 году в составе сборника «Кэнонгейтские хроники».

## Сюжет и история текста
Действие новеллы происходит во второй половине XVIII века. Двое молодых шотландцев, Ричард Грей и Хартли, претендующие на руку девушки по имени Мени, дочери хирурга Гидеона Грея, порознь отправляются в Индию. Позже они встречаются при дворе майсурского султана Хайдера Али: Ричард туда сбегает после дуэли, Хартли приезжает, чтобы спасти Мени, захваченную сыном султана Типу. Ричард начинает строить козни против Хайдера Али, его разоблачают и казнят. Хартли добивается освобождения Мени, но вскоре умирает от чумы, а девушка возвращается на родину.
«Дочь врача» была впервые опубликована в конце 1827 года в составе двухтомного сборника «Кэнонгейтские хроники», куда вошли также новеллы «Вдова горца» и «Два гуртовщика». Это было первое издание прозаических произведений Вальтера Скотта, подписанное его именем. При этом Скотт в предисловии приписывает авторство некой миссис Бетьюн Бэлиол, которая перед смертью якобы передала рукописи своему другу Кристэлу Крофтэнгри.
Критики положительно отзывались о всех трёх новеллах, но сборник в целом приняли более холодно, чем предыдущие книги Скотта. Биограф писателя Х. Пирсон считает «Дочь врача», как и остальные части «Кэнонгейтских хроник», интересной в первую очередь с биографической точки зрения: эти новеллы показывают, что после разорения Скотта стали интересовать не характеры, а «психологические состояния» героев. Относительно «Дочери врача» звучало мнение, что автор, никогда не бывавший в Индии, чувствует себя крайне неуверенно, описывая местные реалии, и что сюжет в этой части новеллы развивается неправдоподобно.